# Novemberverträge

Norddeutscher Bund (1867–1870), mit Preußen (blau), rot umrandet. Grün umrandet Bayern mit der bayerischen Pfalz, gelb umrandet Württemberg, braun umrandet Baden und dunkelbraun umrandet Hessen-Darmstadt.

Unter Novemberverträge versteht man die im November 1870 abgeschlossenen Staatsverträge über einen Beitritt der Königreiche Bayern und Württemberg, der Großherzogtümer Baden und Hessen zum Norddeutschen Bund. Eine Neugründung war hierbei nicht vorgesehen, vielmehr sollte der Norddeutsche Bundesstaat sich mit den süddeutschen Staaten zum Deutschen Reich erweitern.
Die Novemberverträge sind im Einzelnen
- die Vereinbarung zwischen dem Norddeutschen Bund und Baden und Hessen zur „Gründung“ des „Deutschen Bundes“[1] (nicht zu verwechseln mit dem Deutschen Bund von 1815) vom 15. November 1870[2]
- der Vertrag des Norddeutschen Bundes mit Bayern vom 23. November[3]
- der Vertrag des Norddeutschen Bundes mit Württemberg vom 25. November[4].

Infolgedessen musste die Verfassung des Norddeutschen Bundes angepasst werden. Viele Änderungen erschienen in der Verfassung des Deutschen Bundes vom 1. Januar 1871, allerdings hatte Württemberg den Vertrag bereits ratifiziert, wodurch die neue Verfassung schon überholt war. Bayern folgte mit der Ratifizierung erst Ende Januar, ließ die Rechtswirksamkeit aber rückwirkend mit dem 1. Januar beginnen.
Am 18. Januar 1871 folgte die Kaiserausrufung in Versailles, die rechtlich gesehen keine Reichsgründung, sondern allenfalls einen Amtsantritt darstellte. Am 3. März fand eine Reichstagswahl statt, an der nun auch die vier beigetretenen Staaten beteiligt waren. Um das Verfassungsrecht dem jüngsten Stand anzugleichen, beschlossen Reichstag und Bundesrat das Verfassungsgesetz für das Deutsche Reich vom 16. April 1871.

## Vorgeschichte

### Deutsch-Französischer Krieg
Nach dem Preußisch-Österreichischen Krieg von 1866 hatten sich 1867 die norddeutschen Staaten unter preußischer Führung zum Norddeutschen Bund zusammengeschlossen. 1870 erklärte Frankreich unter Napoleon III. Preußen den Krieg und löste damit den Deutsch-Französischen Krieg aus. Frankreich wurde davon überrascht, dass Bayern, Württemberg, Baden und Hessen Preußen zur Seite standen, obwohl bereits seit 1866 gegenseitige Schutz- und Trutzbündnisse bestanden.
Während des siegreichen Krieges hatte sich eine nahende Einigung angebahnt, und der Weg für die Reichsgründung wurde frei. Otto von Bismarck, Bundeskanzler des Norddeutschen Bundes, drängte im Sinne der kleindeutschen Lösung auf einen Beitritt der verbliebenen souveränen süddeutschen Staaten Großherzogtum Baden, Großherzogtum Hessen, Königreich Württemberg und Königreich Bayern. Deren Regierungen standen der Einheitsbewegung unterschiedlich gegenüber. Es bedurfte daher diplomatischen Geschicks, um gleichzeitig eine scheinbare Souveränität der süddeutschen Staaten zu wahren und die Einheit verfassungsrechtlich zu verankern. Überdies musste außenpolitisch der Argwohn der verbliebenen europäischen Mächte (Russisches Reich, Österreich-Ungarn und das Vereinigte Königreich Großbritannien und Irland) vermieden werden.

### Haltungen in Baden, Württemberg und Hessen
Das Großherzogtum Baden stand vorbehaltlos hinter der Einigung. Großherzog Friedrich I. und Ministerpräsident Julius Jolly artikulierten bereits am 3. September 1870 Beitrittswünsche. Sie hatten bereits 1867 und wiederholt im Frühjahr 1870 den Eintritt in den Norddeutschen Bund beantragt, den der Norddeutsche Reichstag auf Bismarcks Betreiben jedoch wegen außenpolitischer Rücksichtnahme ablehnte (Interpellation Lasker).
Das Königreich Württemberg war großdeutsch-österreichisch gesinnt. Unter dem Einfluss der württembergischen Deutschen Partei sandte das Kabinett unter König Karl I. am 12. September einen Gesandten in das deutsche Hauptquartier in Frankreich, um Verhandlungen mit dem Norddeutschen Bund über eine Vereinigung zu führen.
Die Regierung des Großherzogtums Hessen war eher großdeutsch eingestellt, jedoch gehörten die nordhessische Provinz Oberhessen und auch die Truppen Südhessens bereits zum Norddeutschen Bund, was eine gewisse Zwangslage für die Regierung unter Großherzog Ludwig III. bedeutete. Auch befürworteten die Bevölkerung und der Thronfolger, der spätere Ludwig IV. die kleindeutsche Lösung. Dementsprechend ließ die Regierung von der großdeutschen Idee ab und trat in Verhandlungen mit dem Norddeutschen Bund.

### Haltung in Bayern
Das Königreich Bayern stand von allen vier souveränen Staaten einer kleindeutschen Einheit am stärksten ablehnend gegenüber. König Ludwig II. war stets auf Eigenständigkeit und Unabhängigkeit bedacht. Um nicht isoliert zu werden, trat Bayern mit dem Vorschlag eines neuen Verfassungsbündnisses in die Verhandlungen ein. Dieses Verfassungsbündnis lief auf die Gründung eines neuen Bundes mit neuer Bundesverfassung hinaus.
Bayern hatte sich vom preußischen König Wilhelm brieflich versprechen lassen, die Selbstständigkeit und Integrität Bayerns zu wahren. Durch den Vertrag vom 23. November 1870 zwischen dem Norddeutschen Bund und dem Königreich Bayern behielt Bayern neben der Kultur- und Steuerhoheit aber auch noch zahlreiche weitere so genannte Reservatrechte, wie eigenes Heer, Postwesen und eigene Eisenbahn. Der bayerische Landtag nahm im Januar 1871 diesen Vertrag nach größten Widerständen, vor allem der bayerischen Patrioten, an.

## Unterzeichnung

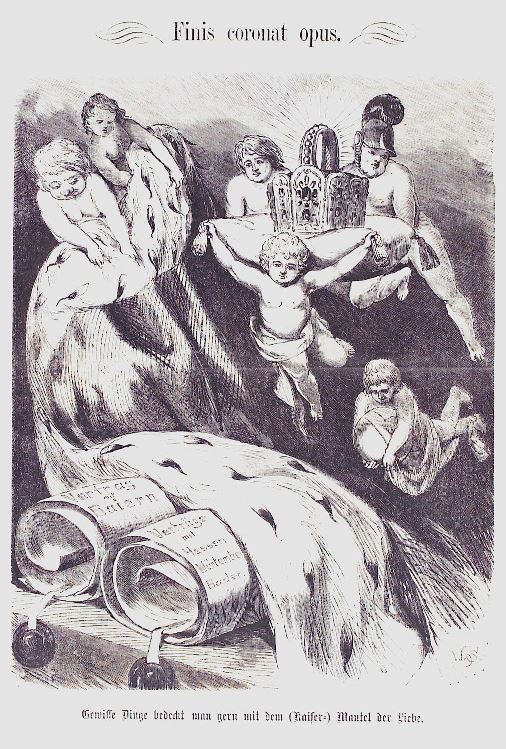
Die Novemberverträge im Kladderadatsch

Vom 22. bis 26. September 1870 fanden in München vorbereitende Konferenzen statt. Bayerns Widerstand schwand, auch wegen Einzelgesprächen von Otto von Bismarck im Oktober und weiterer Einflussnahmen auf den bayerischen König Ludwig II. Baden und Hessen stellten im Oktober Beitrittsanträge, sodass sich der Druck auf Württemberg und Bayern nochmals erhöhte.
Ab Ende Oktober wurden die Verhandlungen im deutschen Hauptquartier bei Versailles mit den bevollmächtigten Ministern der vier süddeutschen Staaten geführt. Auch sächsische Bevollmächtigte wurden hinzugenommen. Zu dieser Zeit war die Belagerung von Paris noch in vollem Gange. Ergebnis der Verhandlungen war die Einigkeit, den Norddeutschen Bund durch Hinzutritt der süddeutschen Staaten in einen Deutschen Bund umzuwandeln. Die Norddeutsche Bundesverfassung sollte analog die Deutsche Bundesverfassung werden.
Dieses Ergebnis wurde in den Verfassungsverträgen vom November 1870 und zwei gesonderten Militärkonventionen mit den vier hinzutretenden Staaten geschlossen: Zunächst kam am 15. November der Vertrag zwischen dem Norddeutschen Bund auf der einen und Baden und Hessen auf der anderen Seite auf Basis der unveränderten Annahme der Norddeutschen Bundesverfassung zustande. Hierdurch wurde die Bezeichnung des Norddeutschen Bundes in „Deutscher Bund“ geändert, auch wenn die Ratifizierungen der völkerrechtlichen Verträge noch ausstanden. Nach Verhandlungen mit Bayern und Württemberg wurde die Norddeutsche Bundesverfassung und die wichtigsten Gesetze des Norddeutschen Bundes modifiziert: Insgesamt wurden die föderalen Elemente im Vergleich mit dem Norddeutschen Bund von 1867 stärker betont. Auf dieser neuen Grundlage trat am 23. November Bayern dem Vertrag zwischen dem Norddeutschen Bund und Baden und Hessen in Berlin bei; Württemberg folgte ebenfalls in Berlin am 25. November. Sämtliche Verträge traten zum 1. Januar 1871 in Kraft, weshalb dieser Tag die formale Geburt des Deutschen Reichs markiert. Am 8. November folgten noch Zustimmungsverträge mit Bayern sowie Württemberg, Baden und Hessen über die zwischen Württemberg, Baden und Hessen und dem Norddeutschen Bund respektive Bayern und dem Norddeutschen Bund geschlossenen Verträge.
Die Novemberverträge bedurften der Zustimmung der Volksvertretungen des Norddeutschen Bundes als auch der Volksvertretungen, da im Zuge der Beitritte die bestehende Norddeutsche Bundesverfassung abgeändert wurde. Die Parlamente von Württemberg, Baden und Hessen ratifizierten die Verträge im Dezember 1870, Bayern am 21. Januar 1871 mit eindeutigen Mehrheiten. Bei der Abstimmung im Norddeutschen Reichstag nach der dritten Lesung am 9. Dezember 1870 stimmten vor allem die polnischen, dänischen und welfischen Abgeordneten mit Gegenstimmen. Andere ablehnende Lager blieben der Abstimmung fern. Der Bundesrat des Norddeutschen Bundes stimmte am selben Tag für die Änderung der Bezeichnungen in „Deutsches Reich“ und „Deutscher Kaiser“. Am 10. Dezember 1870 passierte die Verfassungsänderung den Reichstag.

## Einordnung
Die Novemberverträge bereiteten die sogenannte Reichsgründung vor, indem die Beitrittsbedingungen der Südstaaten geregelt wurden. Dabei änderte sich die Verfassung selbst bzw. das politische System kaum. Von bleibender Bedeutung waren die Sonderregeln für einige Südstaaten, die sogenannten Reservatrechte. Württemberg und Bayern durften eigene Verbrauchssteuern und Eisenbahntarife erheben und erhielten Sonderrechte im Post- und Telegraphenwesen. Sachsen sowie Württemberg und Bayern durften weiterhin eigene Armeen unterhalten; während diese Staaten neben Preußen ihr Heer selbst verwalteten, waren die übrigen Landeskontingente mit der preußischen Armee vereinigt. Diese Rechte und weitere Ausnahmeregelungen blieben bis 1918 in Kraft, auch wenn sie großteils nicht in den Verfassungstexten vom 1. Januar bzw. 16. April 1871 erschienen.
Die Beitritte sind in der Geschichtswissenschaft bzw. der Verfassungsgeschichte unterschiedlich interpretiert worden. Nach Ansicht der einen wurde der fortbestehende Norddeutsche Bund erweitert und umbenannt, nach anderer Ansicht wurde mit dem Deutschen Bund von 1870 ein neuer Staat geschaffen, Weit verbreitet ist das Urteil, das Reich sei „von oben“ gegründet worden. Allerdings waren der Reichstag und die Landesparlamente an den Verfassungsänderungen bzw. Beitrittsgesetzen beteiligt.

## Belege
1. 1 2  Vgl. hierzu Michael Kotulla, Deutsche Verfassungsgeschichte. Vom Alten Reich bis Weimar (1495–1934), 2008, Rn. 2014.
2. 1 2  Protokoll, betreffend die Vereinbarung zwischen dem Norddeutschen Bunde, Baden und Hessen über Gründung des Deutschen Bundes und Annahme der Bundesverfassung vom 15. November 1870.
3. 1 2  Vertrag, betreffend den Beitritt Bayerns zur Verfassung des Deutschen Bundes, nebst Schlußprotokoll vom 23. November 1870.
4. 1 2  Vertrag betreffend den Beitritt Württembergs zur Verfassung des Deutschen Bundes, nebst dazu gehörigem Protokoll vom 25. November 1870.
5. ↑  Gesetz betreffend die Verfassung des Deutschen Reiches vom 16. April 1871 (Bismarcksche Reichsverfassung). In: Bundesgesetzblatt des Deutschen Bundes, Nr. 16 vom 20. April 1871, S. 63 ff., Digitalisat (Münchener Digitalisierungszentrum)
6. 1 2 3 4 5 6 7 8 9 10 11 12  Klaus Stern: Das Staatsrecht der Bundesrepublik Deutschland. Band V: Die geschichtlichen Grundlagen des deutschen Staatsrechts, C.H. Beck, München 2000, Rn 128.
7. ↑  Klaus Stern: Das Staatsrecht der Bundesrepublik Deutschland. Band V: Die geschichtlichen Grundlagen des deutschen Staatsrechts, C.H. Beck, München 2000, Rn. 127.
8. ↑  Christian Heitsch: Die Ausführung der Bundesgesetze durch die Länder, Mohr Siebeck, Tübingen 2001, ISBN 3-16-147645-X, S. 59–60, Anm. 153.
9. ↑  Julia Cholet: Der Etat des Deutschen Reiches in der Bismarckzeit, Berliner Wissenschafts-Verlag, Berlin 2012, S. 243 f.
10. ↑  Tim Ostermann, Die verfassungsrechtliche Stellung des Deutschen Kaisers nach der Reichsverfassung von 1871, Peter Lang, Frankfurt am Main 2009, S. 19 f.; Hans-Peter Ullmann, Politik im Deutschen Kaiserreich: 1871–1918, 2. Aufl., Oldenbourg, München 2005, S. 57; Christian Jansen, Gründerzeit und Nationsbildung 1849–1871, Schöningh, Paderborn 2011, S. 10; vgl. dazu Hans-Ulrich Wehler, Deutsche Gesellschaftsgeschichte, C.H. Beck, München 1995, S. VII/VIII: „Die zweite Phase der ‚Deutschen Doppelrevolution‘ / Die deutsche Industrielle Revolution – Die politische Revolution der Reichsgründung ‘von oben’ 1849–1871/73“; „Die ‚Revolution von oben‘ von 1862 bis 1871“.